# Мандал-Овоо
Мандал-Овоо (монг. Мандал-Овоо) — сомон аймаку Умнеговь, Монголія.

## Загальна інформація
Площа 6,4 тис. км², населення 2,5 тис. чол. Центр сомону селище Шархулсан лежить за 490 км від Улан-Батора, за 140 км від міста Даланзадгад.
Клімат різкоконтинентальний. Сомон має поклади солі.
Є школа, лікарня, культурний та торговельно-обслуговуючий центри.